# Mount Fell
Mount Fell ist ein 1370 m hoher Berg nahe der Lassiter-Küste im Palmerland auf der Antarktischen Halbinsel. Im nördlichen Teil der Werner Mountains ragt er 13 km westlich des Mount Hemmingsen auf.
Der United States Geological Survey kartierte ihn anhand eigener Vermessungen und Luftaufnahmen der United States Navy aus den Jahren von 1961 bis 1967. Das Advisory Committee on Antarctic Names benannte ihn 1968 nach Jack Warner Fell (* 1933), Biologe auf dem Eisbrecher USCGC Eastwind auf der von 1965 bis 1966 dauernden Fahrt entlang der Küste der Antarktischen Halbinsel.